# John, I'm Only Dancing
John, I'm Only Dancing è un brano musicale scritto dall'artista inglese David Bowie e pubblicato come 45 giri il 1º settembre 1972.
Nuove registrazioni vennero effettuate e pubblicate nel 1973, la cosiddetta Sax Version, e nel 1979 in occasione dell'uscita di John, I'm Only Dancing (Again).

## Tracce
1. John, I'm Only Dancing (D. Bowie) - 2:43
2. Hang On to Yourself (D. Bowie) - 2:38

## Formazione
- David Bowie - voce, chitarra
- Mick Ronson - chitarra
- Trevor Bolder - basso
- Mick Woodmansey - batteria

## Il brano
John, I'm Only Dancing è un rhythm and blues con impresso il marchio inconfondibile del periodo glam di David Bowie. Così come in Suffragette City, una delle tracce di The Rise and Fall of Ziggy Stardust and the Spiders from Mars, anche in questo caso il cantante gioca sull'ambiguità del testo circa la sua identità sessuale, lasciando all'ascoltatore la libertà di interpretarlo.
Dopo l'intervista del gennaio 1972 a Melody Maker nella quale aveva affermato «Sono gay, lo sono sempre stato, anche quando ero David Jones», una delle interpretazioni che si diffusero maggiormente fu quella secondo cui la canzone riguardava una relazione omosessuale, con David che dice al suo "boyfriend" di non preoccuparsi perché sta solo ballando con una ragazza. In realtà la convinzione che il cantante si rivolga al suo amante è tutt'altro che scontata e sarebbe altrettanto plausibile l'ipotesi di una persona eterosessuale che rassicura l'amante della ragazza riguardo alle sue intenzioni.

### Il lato B
Lo sfrenato riff di chitarra creato da Mick Ronson, che qualche anno dopo avrebbe ispirato quello di God Save the Queen dei Sex Pistols, apre uno dei brani centrali di The Rise and Fall of Ziggy Stardust and the Spiders from Mars, una metafora nella quale il rock assume la forma di sesso, ambizione e appagamento, fino al raggiungimento dello status di rockstar.

## Registrazione
John, I'm Only Dancing venne registrata ai Trident Studios di Londra il 26 giugno 1972, subito dopo la pubblicazione di The Rise and Fall of Ziggy Stardust and the Spiders from Mars, mentre il lato B era stata una delle prime tracce incise per l'album, sempre ai Trident, agli inizi di novembre del 1971.
Una seconda incisione definita Sax Version, caratterizzata dal sassofono di Ken Fordham e da una parte di chitarra più concisa, venne effettuata il 20 gennaio 1973 con l'idea poi abbandonata di includerla in Aladdin Sane.
Nel dicembre 1979 venne registrato un nuovo remix del brano originale in occasione dell'uscita del singolo John, I'm Only Dancing (Again).

## Uscita e accoglienza
Il 45 giri uscì il 1º settembre 1972 in Europa, Australia, Nuova Zelanda e Sud Africa. Negli Stati Uniti John, I'm Only Dancing venne da subito vista come una "canzone gay" e il singolo non fu pubblicato perché considerato troppo "allarmante" dalla RCA americana, segnando il primo vero scontro di David con la censura. Solo nel 1976 la canzone sarebbe stata inserita nella raccolta ChangesOneBowie.
Al contrario, nel Regno Unito il presunto soggetto del brano non precluse la sua trasmissione radiofonica e il conseguente successo in classifica, dove raggiunse la 12ª posizione.

## John, I'm Only Dancingdal vivo
John, I'm Only Dancing venne eseguita in alcune date dello Ziggy Stardust Tour 1972 e dell'Aladdin Sane Tour 1973 ed è riapparsa solo durante il Sound+Vision Tour 1990 prima di essere definitivamente abbandonata dalle esibizioni dal vivo.

## Il videoclip
L'uscita del 45 giri fu accompagnata del primo videoclip ufficiale di David Bowie, diretto con un budget di appena 200 sterline dal fotografo Mick Rock che avrebbe girato anche quelli di Space Oddity, Life on Mars? e The Jean Genie. Filmato in pieno Ziggy Stardust Tour durante le prove del concerto del 19 agosto 1972 al Rainbow Theatre di Londra, il video alternava le evoluzioni di un paio di ballerini della compagnia di Lindsay Kemp con riprese del cantante, in giacca di pelle nera e con un'ancora tatuata su uno zigomo, e degli Spiders from Mars.
Nonostante il critico musicale Lester Bangs l'abbia definito «il preciso momento in cui è nata la concezione moderna di video musicale», all'epoca fu considerato troppo allusivo dalla BBC che si rifiutò di mandarlo in onda a Top of the Pops, trasmettendo al suo posto un filmato con dei motociclisti e una ragazza che ballava su una collina.
Il video originale venne poi mandato in onda nel 1979 proprio a Top of the Pops, in occasione della promozione di John, I'm Only Dancing (again), ed è incluso nei video album Bowie - The Video Collection e Best of Bowie.

## Pubblicazioni successive
Nel corso degli anni le varie versioni di John, I'm Only Dancing sono state pubblicate diverse volte e incluse in alcune raccolte di greatest hits.
| Versione           | Pubblicazione                                                 | Anno | Dettagli                                                        | Note    |
| ------------------ | ------------------------------------------------------------- | ---- | --------------------------------------------------------------- | ------- |
| Versione originale | 45 giri                                                       | 1972 | Lato B di Starman.                                              | [ T 1 ] |
| Versione originale | EP                                                            | 1972 | Con Starman, Hang On to Yourself e Suffragette City.            | [ T 2 ] |
| Versione originale | 45 giri                                                       | 1973 | Lato B di The Jean Genie.                                       | [ T 3 ] |
| Versione originale | 45 giri                                                       | 1974 | Con Cracked Actor come lato B.                                  | [ T 4 ] |
| Versione originale | ChangesOneBowie                                               | 1976 | Le prime 1000 copie includevano la Sax Version.                 |         |
| Versione originale | Changesbowie                                                  | 1990 |                                                                 |         |
| Versione originale | The Singles Collection                                        | 1993 |                                                                 |         |
| Versione originale | The Rise and Fall of Ziggy Stardust and the Spiders from Mars | 2002 | Nel bonus disc della riedizione uscita per il 30º anniversario. |         |
| Versione originale | 45 giri (picture disc)                                        | 2012 | Con la Sax Version come lato B.                                 |         |
| Versione originale | Five Years (1969-1973)                                        | 2015 | Nel CD Re:Call 1 del box set.                                   |         |
| Sax Version        | 45 giri                                                       | 1973 | Con Hang On to Yourself come lato B.                            |         |
| Sax Version        | The Best of Bowie                                             | 1980 |                                                                 |         |
| Sax Version        | Sound + Vision                                                | 1989 |                                                                 |         |
| Sax Version        | The Best of David Bowie 1969/1974                             | 1997 |                                                                 |         |
| Sax Version        | Best of Bowie                                                 | 2002 |                                                                 |         |
| Sax Version        | Aladdin Sane                                                  | 2003 | Nel bonus disc della riedizione uscita per il 30º anniversario. |         |
| Sax Version        | Five Years (1969-1973)                                        | 2015 | Nel CD Re:Call 1 del box set.                                   |         |
| Remix 1979         | 45 giri                                                       | 1979 | Lato B di John, I'm Only Dancing (Again).                       | [ T 5 ] |
| Remix 1979         | 45 giri                                                       | 1979 | Con Joe the Lion come lato B.                                   | [ T 6 ] |
| Remix 1979         | 45 giri                                                       | 1979 | Con John, I'm Only Dancing (Again) come lato B.                 | [ T 7 ] |
| Remix 1979         | 45 giri (picture disc)                                        | 1983 | Con Hang On to Yourself come lato B.                            |         |
| Remix 1979         | The Rise and Fall of Ziggy Stardust and the Spiders from Mars | 1990 | Come traccia bonus della riedizione EMI/Rykodisc.               |         |

1. ↑  Pubblicato in Italia e Spagna.
2. ↑  Pubblicato in Portogallo.
3. ↑  Pubblicato Giappone.
4. ↑  Pubblicato nell'Europa dell'Est.
5. ↑  Pubblicato nel Regno Unito, in Italia, Francia, Paesi Bassi e Sudafrica.
6. ↑  Pubblicato in Spagna, Stati Uniti e Australia.
7. ↑  Pubblicato in Francia, Paesi Bassi, Germania e Stati Uniti.

Versioni dal vivo di John, I'm Only Dancing sono presenti nel video CD contenuto nel box set di Sound + Vision del 1989 (Boston Music Hall, 1º ottobre 1972), in Live Santa Monica '72 (2008) e nel bonus disc della riedizione del 2003 di Aladdin Sane.

## Cover
Diversi artisti hanno eseguito cover di John, I'm Only Dancing, quasi tutte presenti in album tributo:
- The Hiltonaires in Made in England 4 del 1972
- The Polecats in Polecats Are Go! del 1981
- The Chameleons, come traccia bonus della versione CD di Strange Times del 1986
- The Hormones in Only Bowie del 1995
- The Deltas in Psycho Killers del 1998
- i Mime in Loving The Alien - Athens, Georgia Salutes David Bowie del 1998
- i Creem in Ashes to Ashes - A Tribute To David Bowie del 1999
- i Killing Process in Goth Oddity 2000: A Tribute to David Bowie del 2000
- i Classic Rock String Quartet in The Bowie Chamber Suite - A Classic Rock Tribute to Bowie del 2004
- The Brides in .2 Contamination: A Tribute to David Bowie del 2006
- gli Ask the Dust in BowieMania: Une collection obsessionnelle de Beatrice Ardisson del 2007
- The Everyothers nella colonna sonora del fim The Guitar del 2008
- le Vivian Girls in We Were So Turned On: A Tribute To David Bowie del 2010
- gli Accelorater in Tribute to David Bowie del 2011
- Mike Garson in The Bowie Variations for Piano del 2011
- gli Yamantaka // Sonic Titan in Paper Bag Records Vs. The Rise and Fall of Ziggy Stardust and the Spiders from Mars del 2012
- Jesca Hoop in A Salute to the Thin White Duke - The Songs of David Bowie del 2015